# Ummidia nidulans
Ummidia nidulans är en spindelart som först beskrevs av Fabricius 1787.  Ummidia nidulans ingår i släktet Ummidia och familjen Ctenizidae. Inga underarter finns listade i Catalogue of Life.